# Vasile Rășcanu
Vasile Rășcanu (n. 22 iulie 1885, satul Orgoiești, comuna Bogdănești, Județul Tutova (interbelic), în prezent județul Vaslui – d. 4 mai 1980, București) a fost un medic, fiziolog, profesor la Facultatea de Medicină din Iași, membru titular al Academiei Române.

## Biografie
Vasile Rășcanu a urmat învățământul elementar, clasele gimnaziale și cele de liceu în Bârlad. Examenul de bacalaureat l-a promovat în anul 1905, la Liceul „Gheorghe Roșca Codrianu”. A continuat cu studiile superioare la universitatea din Iași, urmând concomitent cursurile a două facultăți: cea de Științe Naturale și aceea de Medicină. După absolvire, în anul 1911 s-a dedicat practicării medicinei, debutând în cadrul spitalului Facultății de Medicină din Iași.
Pe baza experienței acumulate în spital, a întocmit teza de doctorat cu titlul „Acțiunea nervului pneumogastric asupra blocării fascicolului lui His” cu care a obținut în anul 1916 titlul de doctor în medicină.
În anul 1922 a fost numit profesor la Institutul de Medicină și Farmacie din Iași.
A inițiat cercetările de electrofiziologie din România și a studiat modificările funcționale ale cordului, reflexele medulare, biochimismul muscular.
Prin contribuția acad. prof. dr. Vasile Rășcanu, în 1933 stațiunea Slănic Moldova a devenit „Institutul Balneo-Climatic Slănic Moldova”, aflat sub tutela epitropiei spitalelor Sfântul Spiridon din Iași, un loc ideal de pregătire a absolvenților Facultății de Medicină din Iași.
A fost membru titular al Academiei de Științe din România începând cu 5 iunie 1943.
Vasile Rășcanu a fost decan al Facultății de Medicină din Iași în perioada 1946-1948.
Ca urmare a prestigiului său științific în mediul medical, în cadrul ședinței academiei din 2 iulie 1955, Secțiunea medicală a Academiei Române l-a ales pe Vasile Rășcanu membru titular al Academiei Române, sărind peste „etapa” de membru corespondent.

## Distincții
- Ordinul „23 August” clasa a IV-a (12 august 1959) „pentru activitate rodnică în dezvoltarea științei și culturii din Republica Populară Romînă”[5]
- titlul de „Profesor Emerit al Republicii Populare Romîne” (5 noiembrie 1962) „pentru activitatea îndelungată, contribuție în dezvoltarea științei și merite deosebite în dezvoltarea învățămîntului superior”[6]
- Ordinul „Meritul Științific” clasa a II-a (26 septembrie 1966) „pentru merite deosebite în activitatea științifică, cu prilejul Centenarului Academiei Republicii Socialiste România”[7]
- Ordinul „Meritul Sanitar” clasa I (8 aprilie 1970) „pentru merite deosebite în domeniul ocrotirii sănătății populației din țara noastră”[8]
- Ordinul „23 August” clasa I (4 mai 1971) „cu prilejul aniversării a 50 de ani de la constituirea Partidului Comunist Român, [...] pentru activitate îndelungată în mișcarea muncitorească și merite deosebite în opera de construire a socialismului”[9]
- Ordinul „23 August” (1975)[10]